# زوما
زوما (بالإنجليزية: Zuma)‏، هي لعبة إلكترونية من نوع ألغاز، أنتجت سنة 2003م. تعمل على أغلب منصات الألعاب وهي أيضا لعبة متصفح.

## تاريخ اللعبة
تاريخ إصدار زوما الأصلي في 2003 وسرعان ما أصبحت واحدة من العناوين الأكثر شعبية في بوب كاب.

### فكرة اللعبة
عبارة عن شكل سلاسل من الكرات مختلفة اللون، لديها نقطة بداية ونهاية والمطلوب هو ضرب الكرات التي من نفس لون قبل وصولها إلى نقطة النهاية (الحفرة)، وتمر لعبة زوما بعدة مراحل مختلفة الصعوبة بحث كلما تقدمت في المستويات كلما كثر عدد ألوان الكرات مع سرعة أكبر، ومن الممكن الحصول على المكافئات المختلفة (القطع النقدية، قنابل، تفجير الكرات أو البطئ في السرعة، إلخ...)

### المنصات
- ألعاب زوما متوفرة في نسخة مجانية ونسخة مدفوعة وأيضًا موجودة بمختلف الأشكال وبخلفيات متنوعة أيضًا.